# Magyar Bálint (színművész)
Magyar Bálint (Lenti, 1977. május 10. –) színész, szinkronszínész.

## Életpályája
A zalaegerszegi Hevesi Sándor Színház stúdiójában tanulta a színészmesterséget és kisebb szerepeket játszott ott, majd 1999-ben Budapestre jött hangját képezni. A Szent István Gimnázium konzervatóriumában Hormai Józsefnél kezdett énekelni tanulni. Elvégezte a Zeneakadémia opera szakát (bariton). Az akadémiai évek alatt országosan ismertté vált mint a Barátok közt c. tv-sorozat Szilágyi Lórántja. Második diplomáját a Színház- és Filmművészeti Egyetem adásrendező szakán szerezte.
Az Operaház csak kórustagnak alkalmazta volna, ezért a Madách Színház társulatának lett tagja, ahol musicalekben szerepel.
2015 tavasza óta a Group'n'Swing zenekar énekese.

## Szerepei
- Czomba Imre: Érinthetetlenek — Nick Rightman
- Dés László: A dzsungel könyve —
- Forgách András: Pincérek és színésznők — Pincér
- John Kander: Kabaré — Clifford Bradshow
- Lord Lloyd Webber: Az Operaház Fantomja — Raoul
- Frederick Loewe: My Fair Lady — I. cockney
- George Stiles: A 3 testőr — D'Artagnan
- Björn Ulvaeus–Benny Andersson: Sakk — Diplomata
- Verebes István–Dobozy Imre: Hattyúdal — Diák
- Zerkovitz Béla: Csókos asszony — Kéményseprő

## Szinkronszerepei
- Alex és bandája – Joe Leoni
- Bleach – Aizen Szószuke
- Elmo hivatalos magyar hangja
- Én kicsi pónim: Varázslatos barátság – Derpy Hooves, Pipsqueak és Babs Seed
- Jégvarázs – Kristoff – Jonathan Groff
- Kaleido Star – Fantom
- Lego Nexo Knights – Jestro – Vincent Tong
- A Madagaszkár pingvinjei – Mort
- A Pókember legújabb kalandjai – Peter Parker/Pókember – Josh Keaton
- Szulejmán – Bajazid oszmán herceg – Aras Bulut İynemli (felnőtt)
- T-Rex Expressz – Don – Alexander Marr
- Láng és a szuperverdák – Láng – Nolan North
- A szépség és a szörnyeteg (film, 2017) – Lumière – Ewan McGregor
- Csoda Kitty – Richard – Roger Craig Smith
- Kilari – Kazama Hiroto
- Tini titánok, harcra fel! – Kölyök Flash (1. hang) – Will Friedle
- ŰrDongó – Sziklaugró – Andrew Morgado
- Bosszúállók újra együtt – Thor – Travis Willingham
- Parkműsor – Éjjeli Bagoly – Roger Craig Smith
- Verdák – HTB targonca – Bob Peterson
- Transformers: Robots in Disguise – Ped – Eddie Deezen
- Gumball csodálatos világa – Lucy Csimpilla (1. évad) – Lewis McLeod (1. évad)
- Verdák 2. – Lewis Hamilton – Lewis Hamilton
- Verdák 3. – Pódium bemondó – Ray Evernham
- Volt egyszer egy studió – Kristoff – Jonathan Groff

## Filmes és televíziós szerepei
- Barátok közt (2001–2003)
- Diplomatavadász (2010)
- A sas (2011)
- Hacktion (2011-2012)
- HHhH - Himmler agyát Heydrichnek hívják (2017)
- 200 első randi (2019)
- …a szomszéd tehene (2024)
- A mi kis falunk (2024)
- Gólkirályság (2024)